# Ange ou Démon (Keen'V)
Ange ou démon è il quarto album di Keen'V pubblicato nel 2013. L'album viene certificato disco d'oro con 100 000 copie vendute e successivamente doppio disco di platino.

## Tracce
1. La vie du bon côté (Feat. Lorelei B)
2. Copine de B...
3. J'voulais
4. J'ai besoin de changement (Feat. Nawaach)
5. Elle nie l'évidence
6. Moti'V
7. C'est l'été (Feat. Willy William)
8. Quitte moi
9. Je ne gâcherai pas tout
10. Le droit au bonheur
11. Mon père
12. Ta gueule (Feat. Sébastien Cauet)
13. Miaou
14. J'sais pas danser
15. Rat des champs
16. S.O.S (Feat. Lorelei B)
17. Malgré moi
18. Aussi longtemps
19. Ça va le faire

Bonus (solo sulla riedizione)
1. Petite Émilie
2. Moti'V (Radio Édit)
3. S.O.S [New Mix] (Feat. Lorelei B)
4. Les mots (Version Acoustique)

## Disco nelle hit-parades
Albums
| Anno | Album         | Miglior posizione | Miglior posizione | Casa Discografica | Certificazione                      | Note |
| Anno | Album         | Belgio            | Francia           | Casa Discografica | Certificazione                      | Note |
| ---- | ------------- | ----------------- | ----------------- | ----------------- | ----------------------------------- | ---- |
| 2013 | Ange ou démon | 7                 | 1                 | AZ                | Disco d'oro Doppio disco di platino |      |